# Ahsonnutli Dorsa
Ahsonnutli Dorsa zijn lage heuvelruggen op de planeet Venus. De Ahsonnutli Dorsa werden in 1985 genoemd naar Ahsonnutli, geest van licht en lucht in de Navajo-cultuur.
De richels hebben een lengte van 1708 kilometer en bevinden zich in de quadrangles Pandrosos Dorsa (V-5) en Ganiki Planitia (V-14).